# Wetumka
Wetumka é uma cidade localizada no estado norte-americano de Oklahoma, no Condado de Hughes.

## Demografia
Segundo o censo norte-americano de 2000, a sua população era de 1451 habitantes.
Em 2006, foi estimada uma população de 1425, um decréscimo de 26 (-1.8%).

## Geografia
De acordo com o United States Census Bureau tem uma área de
4,9 km², dos quais 4,9 km² cobertos por terra e 0,0 km² cobertos por água. Wetumka localiza-se a aproximadamente 233 m acima do nível do mar.

## Localidades na vizinhança
O diagrama seguinte representa as localidades num raio de 20 km ao redor de Wetumka.